# Hospitaal (Beerst)
Het Hospitaal is een landbouwbedrijf dat tussen de rivier de Zijdeling en de Oostendestraat ligt in de West-Vlaamse deelgemeente Beerst. Volgens de 'ommelooper' kreeg deze hoeve eerst de naam 'Polderhoeve'. In juni 1489 vond er een veldslag plaats tussen het graafschap Vlaanderen en de Oostenrijkers. Zo kreeg de plaats de naam 'Hospitaal'.

## Maria van Bourgondië sterft
Maria van Bourgondië stierf in 1482 en liet twee kinderen na, Filips en Margaretha. Haar echtgenoot Maximiliaan van Oostenrijk, regeerde als voogd. De Staten-Generaal van de Zeventien Provinciën erkenden hem als regeerder. Toen Lodewijk XI van Frankrijk een jaar later stierf, nam Maximiliaan de wapens op. Het leidde tot de eerste Vlaamse opstand tegen Maximiliaan.
De Duitse huursoldaten van Maximiliaan leefden (zoals gebruikelijk) van plunder en roof. De Beerstenaars waren die strooptochten beu. Ze kwamen samen met andere inwoners uit het omliggende en hoorden dat er plunderaars in aantocht waren. Deze mensen verschansten zich in de plaatselijke kerk. Vanuit de kerktoren zagen ze de Duitse rovers naderen. Onverhoeds overviel de bevolking de rovers, doodde een groot getal en dreven de rest op de vlucht. De vijandelijkheden werden stoutmoediger. De afgevaardigden van Beerst trokken naar Brugge om bescherming. De Brugse legermacht zou te hulp schieten, alsook de Gentenaren.
De Vlamingen vonden een geschikte legerplaats in Beerst. Ze waren beschermd door de Zijdeling en de Waarbrug, de brug over de Zijdeling. Toch versloegen de Duitsers het Brugse leger. Ruim 8000 man sneuvelde. De gekwetste en zieke soldaten kregen hun verzorging op de Polderhoeve, die zo haar naam ‘Hospitaal’ kreeg.
In de tweede helft van de 19e eeuw werd aarde genomen uit het omringende land om de nabijgelegen Zijdelingstraat te herstellen. Men stootte er op geraamten van mensen en paarden, oude wapens en munitie.

## Recente bewoners en eigenaren
De huidige bewoner is Guido Deckers die er sinds 1986 woont.